# Serie A1 2003-2004 (pallanuoto femminile)
La Serie A1 2003-2004 fu la ventesima edizione della massima serie del campionato italiano femminile di pallanuoto. Il titolo fu conquistato per la tredicesima volta consecutiva dall'Orizzonte Catania.

## Formula
Il torneo si disputò attraverso un girone all'italiana ad andata e ritorno, la regular season, alla fine della quale le prime quattro classificate disputarono i play-off per la conquista del titolo, mentre l'ultima classificata venne direttamente retrocessa in Serie A2. I play-off si svolsero in due fasi: le semifinali e la finale. Quest'ultima fu giocata al meglio delle tre vittorie.

## Regular season
|  | Pos | Squadra               | Pt | G  | V  | N | P  | GF  | GS  | DR   |
|  | --- | --------------------- | -- | -- | -- | - | -- | --- | --- | ---- |
|  | 1.  | Orizzonte CT          | 64 | 22 | 21 | 1 | 0  | 263 | 100 | +163 |
|  | 2.  | Gifa Città di Palermo | 53 | 22 | 17 | 2 | 3  | 180 | 101 | +179 |
|  | 3.  | Pescara               | 50 | 22 | 16 | 2 | 4  | 227 | 142 | + 85 |
|  | 4.  | Ortigia               | 49 | 22 | 15 | 4 | 3  | 194 | 113 | + 81 |
|  | 5.  | Florentia             | 33 | 22 | 10 | 3 | 9  | 115 | 135 | -20  |
|  | 6.  | Volturno              | 31 | 22 | 10 | 1 | 11 | 156 | 151 | +6   |
|  | 7.  | Plebiscito Padova     | 31 | 22 | 10 | 1 | 11 | 154 | 172 | - 18 |
|  | 8.  | Augusta               | 26 | 22 | 8  | 2 | 12 | 105 | 158 | - 53 |
|  | 9.  | Mediterraneo Catania  | 24 | 22 | 8  | 0 | 14 | 128 | 161 | - 33 |
|  | 10. | Certaldo              | 22 | 22 | 7  | 1 | 14 | 91  | 159 | - 68 |
|  | 11. | Palermo               | 4  | 22 | 1  | 1 | 20 | 85  | 199 | -114 |
|  | 12. | Athlon'90 Palermo     | 3  | 22 | 1  | 0 | 21 | 125 | 222 | - 97 |

## Play-off

### Semifinali
|                            |                   | Andata | Ritorno |
| -------------------------- | ----------------- | ------ | ------- |
| Circolo Canottieri Ortigia | Orizzonte Catania | 3-4    | 3-9     |
| Rari Nantes Pescara        | Gifa Palermo      | 6-5    | 2-5     |

### Finale
|                   |              | Gara 1 | Gara 2 | Gara 3 |
| ----------------- | ------------ | ------ | ------ | ------ |
| Orizzonte Catania | Gifa Palermo | 11-7   | 5-3    | 10-6   |

Verdetti
- Orizzonte Catania Campione d'Italia
- Athlon Palermo retrocesso in Serie A2